# Natalia Paderina
Natalia Fedorovna Paderina (russe : Наталья Фёдоровна Падерина), née Akhmertdinova (russe : Ахмертдинова) le 1er novembre 1975 à Sverdlovsk (RSFS de Russie), est une ancienne tireuse sportive russe. Elle est médaillée d'argent aux Jeux de 2008.

## Carrière
Elle est médaillée d'argent en pistolet à air comprimé à 10 m aux Jeux olympiques d'été de 2008. Partageant le podium avec la Géorgienne Nino Salukvadze, les deux femmes s'enlacent lors de la remise des médailles, à un moment où leurs deux pays sont en guerre, ce qui est vu comme un geste de paix.

## Palmarès

### Jeux olympiques
- Jeux olympiques d'été de 2008 à Pékin ( Chine) :
  -  médaille d'argent en pistolet à air comprimé à 10 m

### Championnats du monde
- Championnats du monde de tir 2006 à Zagreb ( Croatie) :
  -  médaille d'or en pistolet à air comprimé à 10 m individuel
  -  médaille de bronze en pistolet à air comprimé à 10 m par équipes